# St. Wolfgang (Hünenberg)

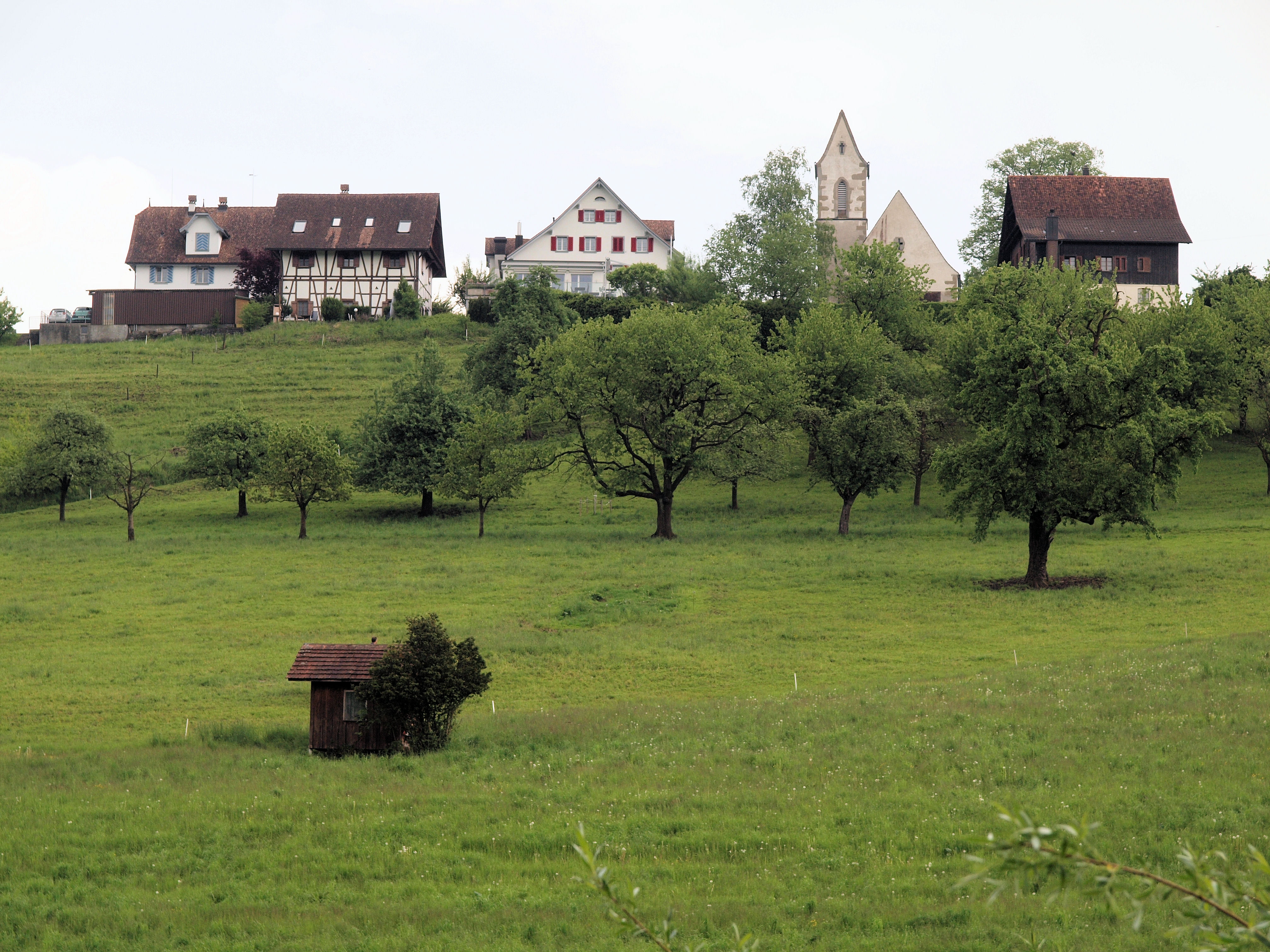
Die Siedlung St. Wolfgang von Reidhof ausgesehen des sich am Fuss des Abhangs befindet

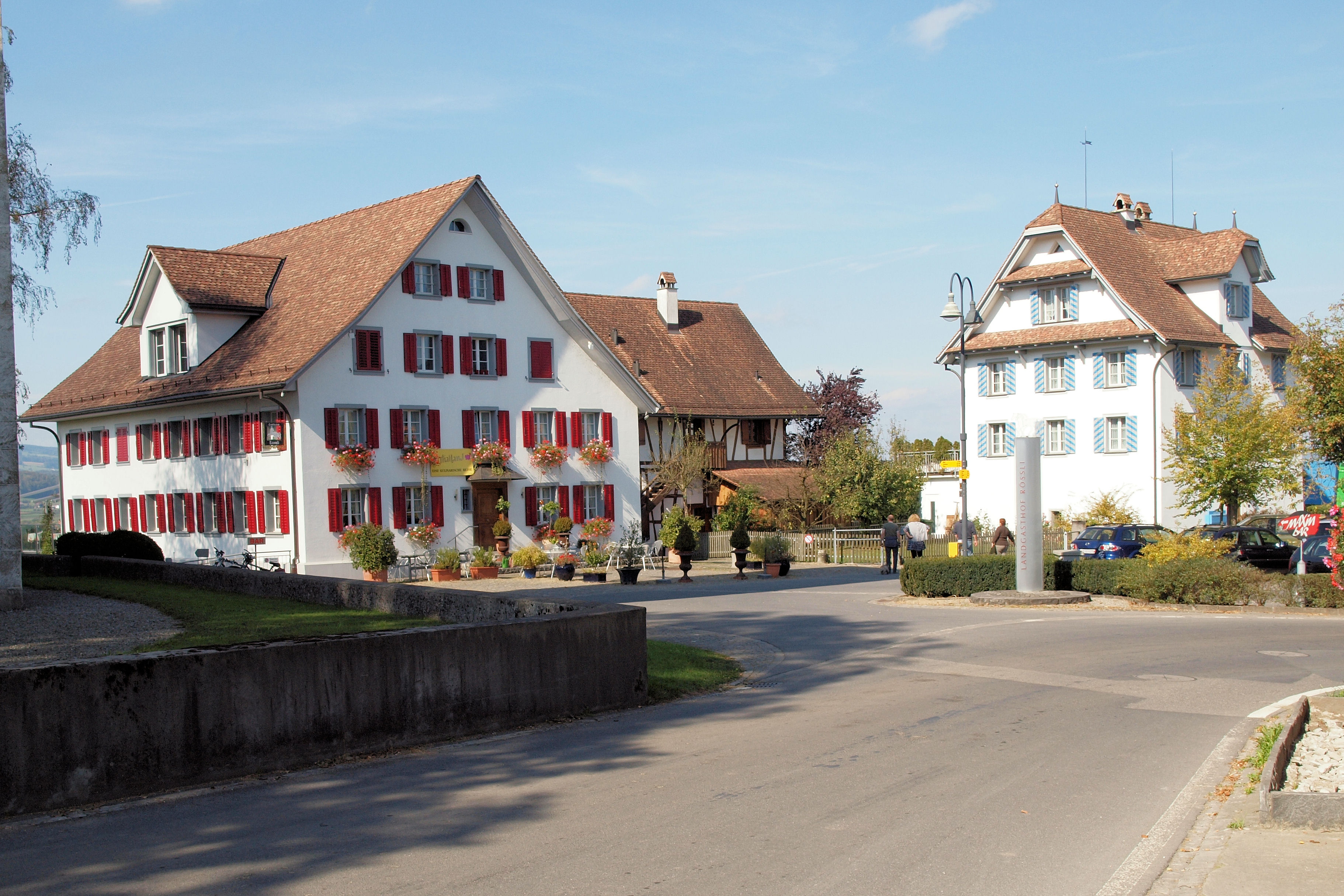
Der Kern des Weilers St. Wolfgang. Links das Gasthaus Rössli, in der Mitte (leicht verdeckt) die Trotte, rechts das Pfrundhaus

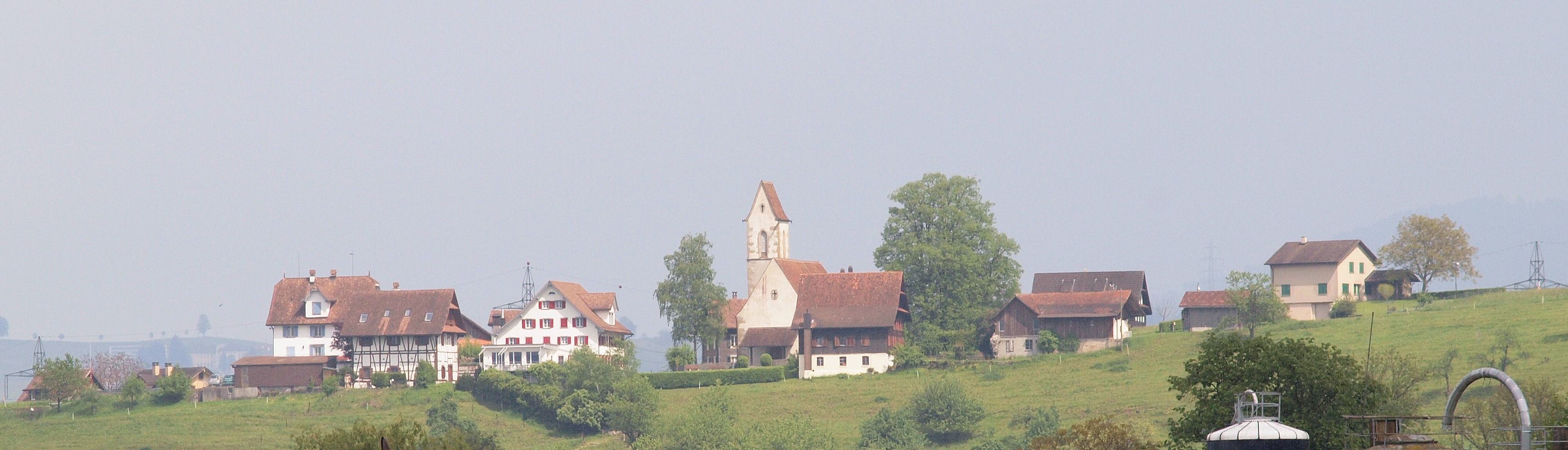
Die Siedlung St. Wolfgang von der Reussebene aus gesehen

Der Weiler St. Wolfgang gehört heute zur Gemeinde Hünenberg im schweizerischen Kanton Zug. Bis 1934 war aber der Kern der Siedlung eine Enklave der Stadt Zug.

## Lage
Die Kirche steht unmittelbar am Reussabhang, flankiert von zwei Häusern. Das nördliche davon ist das Gasthaus Rössli. Nördlich neben dem Rössli steht die Trotte und neben der Trotte, am Weg nach Hagendorn, das Pfrundhaus von 1697. Auf der gegenüberliegenden Seite befindet sich die Scheune des Rössli, die nach dem Brand von 1952 neu errichtet werden musste. Zwischen der Scheune und dem Haus Oeggerli, das gegenüber der Kirche steht, führt die Strasse zum Kloster Heiligkreuz. Auf dem freien Feld südlich der Kirche war früher das Sigristen-Haus. Etwas mehr als 100 Meter südlich, an der Strasse nach Hünenberg, steht das Gesellenhaus zur Wart sowie das Schützenhaus. Noch ein wenig weiter zum Dorfkern befindet sich der Lindenplatz, wo einst die Gemeinde dem Vogt ihren Treueeid schwor.

## Geschichte
Die Siedlung entstand um die Kirche St. Wolfgang. Sie befindet sich an der mittelalterlichen Verkehrsstrasse Zürich-Luzern. Der Hang, auf dem sie steht, wird auch Todtenhalden (alternative Schreibweise Tottenhalden) bezeichnet. Die Siedlung ist eine Gründung der Stadt Zug, die zwischen 1473 und 1475 hier eine Kirche erbaute. Um die Kirche und ihr Pfrundhaus entwickelte sich ein Weiler mit zwei Wirtshäusern und einigen Bauernhöfen. Diese Siedlung erhielt als Namen St. Wolfgang, da die Kirche dem Heiligen Wolfgang von Regensburg geweiht ist. Eine Herberge bei St. Wolfgang wird schon anlässlich des ersten Innerschweizer Schützenfests 1507 erwähnt. Im 16. Jahrhundert war St. Wolfgang mehrmals Treffpunkt konspirierender Reisläufer. Bis ins 19. Jahrhundert war die Kirche auch ein lokaler Wallfahrtsort. Die Kirche sowie vier Häuser waren bis 1934 – als Enklave – Teil der Gemeinde Zug.
Unterhalb der Kirche in der Reussebene befindet sich der Reimatterwald, wo in einer Lehmgrube eine mittelständische Lappenaxt aus der mittleren Bronzezeit gefunden wurde.